# Quadro de medalhas dos Jogos Olímpicos de Verão de 1968
Este é o quadro de medalhas dos Jogos Olímpicos de Verão de 1968, realizados na Cidade do México, México. O ordenamento é feito pelo número de medalhas de ouro, estando as medalhas de prata e bronze como critérios de desempate em caso de países com o mesmo número de ouros. Se, após esse critério, os países continuarem empatados, posicionamento igual é dado e eles são listados alfabeticamente. Este é o sistema utilizado pelo Comitê Olímpico Internacional.
| Ordem | País                   | Medalha de ouro | Medalha de prata | Medalha de bronze |     |
| ----- | ---------------------- | --------------- | ---------------- | ----------------- | --- |
| 1     | USA Estados Unidos     | 45              | 28               | 34                | 107 |
| 2     | URS União Soviética    | 29              | 32               | 30                | 91  |
| 3     | JPN Japão              | 11              | 7                | 7                 | 25  |
| 4     | HUN Hungria            | 10              | 10               | 12                | 32  |
| 5     | GDR Alemanha Oriental  | 9               | 9                | 7                 | 25  |
| 6     | FRA França             | 7               | 3                | 5                 | 15  |
| 7     | TCH Checoslováquia     | 7               | 2                | 4                 | 13  |
| 8     | FRG Alemanha Ocidental | 5               | 11               | 10                | 26  |
| 9     | AUS Austrália          | 5               | 7                | 5                 | 17  |
| 10    | GBR Grã-Bretanha       | 5               | 5                | 3                 | 13  |
| 11    | POL Polônia            | 5               | 2                | 11                | 18  |
| 12    | ROU Romênia            | 4               | 6                | 5                 | 15  |
| 13    | ITA Itália             | 3               | 4                | 9                 | 16  |
| 14    | KEN Quênia             | 3               | 4                | 2                 | 9   |
| 15    | MEX México             | 3               | 3                | 3                 | 9   |
| 16    | YUG Iugoslávia         | 3               | 3                | 2                 | 8   |
| 17    | NED Países Baixos      | 3               | 3                | 1                 | 7   |
| 18    | BUL Bulgária           | 2               | 4                | 3                 | 9   |
| 19    | IRI Irã                | 2               | 1                | 2                 | 5   |
| 20    | SWE Suécia             | 2               | 1                | 1                 | 4   |
| 21    | TUR Turquia            | 2               |                  |                   | 2   |
| 22    | DEN Dinamarca          | 1               | 4                | 3                 | 8   |
| 23    | CAN Canadá             | 1               | 3                | 1                 | 5   |
| 24    | FIN Finlândia          | 1               | 2                | 1                 | 4   |
| 25    | ETH Etiópia            | 1               | 1                |                   | 2   |
| 25    | NOR Noruega            | 1               | 1                |                   | 2   |
| 27    | NZL Nova Zelândia      | 1               |                  | 2                 | 3   |
| 28    | TUN Tunísia            | 1               |                  | 1                 | 2   |
| 29    | PAK Paquistão          | 1               |                  |                   | 1   |
| 29    | VEN Venezuela          | 1               |                  |                   | 1   |
| 31    | CUB Cuba               |                 | 4                |                   | 4   |
| 32    | AUT Áustria            |                 | 2                | 2                 | 4   |
| 33    | SUI Suíça              |                 | 1                | 4                 | 5   |
| 34    | MGL Mongólia           |                 | 1                | 3                 | 4   |
| 35    | BRA Brasil             |                 | 1                | 2                 | 3   |
| 36    | BEL Bélgica            |                 | 1                | 1                 | 2   |
| 36    | KOR Coreia do Sul      |                 | 1                | 1                 | 2   |
| 36    | UGA Uganda             |                 | 1                | 1                 | 2   |
| 39    | CMR Camarões           |                 | 1                |                   | 1   |
| 39    | JAM Jamaica            |                 | 1                |                   | 1   |
| 41    | ARG Argentina          |                 |                  | 2                 | 2   |
| 42    | GRE Grécia             |                 |                  | 1                 | 1   |
| 42    | IND Índia              |                 |                  | 1                 | 1   |
| 42    | ROC Taiwan             |                 |                  | 1                 | 1   |